# Marion Eva Krawitz
Marion Eva Krawitz (* 4. Juli 1981 in München, bürgerlich Dr. Marion Eva Schilling-Krawitz) ist eine deutsche Schauspielerin und Frauenärztin.

## Leben
Marion Eva Krawitz wuchs in Starnberg auf und war Schülerin am dortigen Gymnasium. Im Alter von neun Jahren besuchte sie die Hochschule für Musik und Theater München, die sie 1996 verließ. Ein Jahr später ging sie an die Royal Academy of Dance. 
Nach dem Abschluss dieser Akademie begann Krawitz 2001 ein Medizinstudium an der LMU und der TU München. Bis 2008 studierte sie auch an Universitäten in Genf und Buenos Aires. Zeitgleich machte sie außerdem eine Ausbildung zur Schauspielerin (Schauspielschule Zerboni).
Marion Eva Krawitz hatte verschiedene Rollen in Film und Fernsehen sowie im Theater. Bekannt ist sie aus der Satire-Sendung Walulis sieht fern, die 2012 mit dem Grimme-Preis ausgezeichnet wurde.
Krawitz lebt in München und arbeitet dort als Frauenärztin und Schauspielerin.

## Filmographie (Auswahl)
- 2006: Ohne einander; TV-Film
- 2011–2014: Walulis sieht fern; Grimme-Preis (2012)
- 2015: SOKO 5113; Folge: Ausweglos
- seit 2014: Der Bergdoktor; Schwester Marion
- 2019: SOKO Köln: Außer Dienst